# 扶余郡
扶余郡（プヨぐん、ふよぐん）は、大韓民国忠清南道の郡である。百済最後の都・泗沘があった。過疎化で若干人口減少気味となっている。1邑（町）15面（村）からなる。郡庁所在地は扶余邑。

## 地理
忠清南道西南部、錦江（白馬江）流域に位置し、北は忠清南道青陽郡、公州市、東は論山市、南は錦江を隔てて全北特別自治道益山市と接する。西は海に近い忠清南道保寧市と舒川郡となる。

## 気候
| 扶餘郡の気候                                                | 扶餘郡の気候 | 扶餘郡の気候 | 扶餘郡の気候 | 扶餘郡の気候 | 扶餘郡の気候 | 扶餘郡の気候  | 扶餘郡の気候   | 扶餘郡の気候   | 扶餘郡の気候  | 扶餘郡の気候 | 扶餘郡の気候 | 扶餘郡の気候 | 扶餘郡の気候     |
| 月                                                          | 1月          | 2月          | 3月          | 4月          | 5月          | 6月           | 7月            | 8月            | 9月           | 10月         | 11月         | 12月         | 年               |
| ----------------------------------------------------------- | ------------ | ------------ | ------------ | ------------ | ------------ | ------------- | -------------- | -------------- | ------------- | ------------ | ------------ | ------------ | ---------------- |
| 最高気温記録 °C （°F）                                      | 17.0 (62.6)  | 20.6 (69.1)  | 25.3 (77.5)  | 30.7 (87.3)  | 33.3 (91.9)  | 34.7 (94.5)   | 37.7 (99.9)    | 39.3 (102.7)   | 34.1 (93.4)   | 30.5 (86.9)  | 25.9 (78.6)  | 18.2 (64.8)  | 39.3 (102.7)     |
| 平均最高気温 °C （°F）                                      | 4.4 (39.9)   | 7.2 (45)     | 12.7 (54.9)  | 19.3 (66.7)  | 24.5 (76.1)  | 28.0 (82.4)   | 29.8 (85.6)    | 30.8 (87.4)    | 26.9 (80.4)   | 21.4 (70.5)  | 13.8 (56.8)  | 6.5 (43.7)   | 18.8 (65.8)      |
| 日平均気温 °C （°F）                                        | −1.5 (29.3)  | 0.7 (33.3)   | 5.7 (42.3)   | 11.8 (53.2)  | 17.6 (63.7)  | 22.1 (71.8)   | 25.3 (77.5)    | 25.7 (78.3)    | 20.7 (69.3)   | 13.8 (56.8)  | 6.9 (44.4)   | 0.4 (32.7)   | 12.4 (54.3)      |
| 平均最低気温 °C （°F）                                      | −6.6 (20.1)  | −4.9 (23.2)  | −0.6 (30.9)  | 4.9 (40.8)   | 11.4 (52.5)  | 17.2 (63)     | 21.8 (71.2)    | 21.9 (71.4)    | 15.9 (60.6)   | 7.7 (45.9)   | 1.4 (34.5)   | −4.5 (23.9)  | 7.1 (44.8)       |
| 最低気温記録 °C （°F）                                      | −22.1 (−7.8) | −16.6 (2.1)  | −12.5 (9.5)  | −5.5 (22.1)  | 0.4 (32.7)   | 6.8 (44.2)    | 13.0 (55.4)    | 11.2 (52.2)    | 3.2 (37.8)    | −3.6 (25.5)  | −11.2 (11.8) | −17.6 (0.3)  | −22.1 (−7.8)     |
| 降水量 mm （inch）                                          | 24.9 (0.98)  | 37.6 (1.48)  | 50.9 (2.004) | 85.3 (3.358) | 97.5 (3.839) | 157.1 (6.185) | 295.7 (11.642) | 284.8 (11.213) | 146.0 (5.748) | 63.6 (2.504) | 51.8 (2.039) | 31.4 (1.236) | 1,326.6 (52.228) |
| 平均降水日数 （≥0.1 mm）                                    | 6.9          | 5.8          | 7.6          | 7.9          | 7.9          | 9.3           | 14.7           | 13.5           | 8.7           | 5.9          | 8.4          | 8.9          | 105.5            |
| % 湿度                                                      | 70.9         | 65.6         | 64.1         | 63.0         | 66.9         | 72.1          | 79.8           | 78.5           | 75.8          | 74.0         | 73.1         | 73.2         | 71.4             |
| 平均月間日照時間                                            | 164.4        | 173.6        | 209.6        | 222.5        | 236.5        | 199.3         | 157.7          | 184.5          | 187.2         | 198.8        | 155.6        | 153.3        | 2,243            |
| 出典：韓国気象庁 (平均値：1991年-2020年、極値：1972年-現在) |              |              |              |              |              |               |                |                |               |              |              |              |                  |

## 歴史

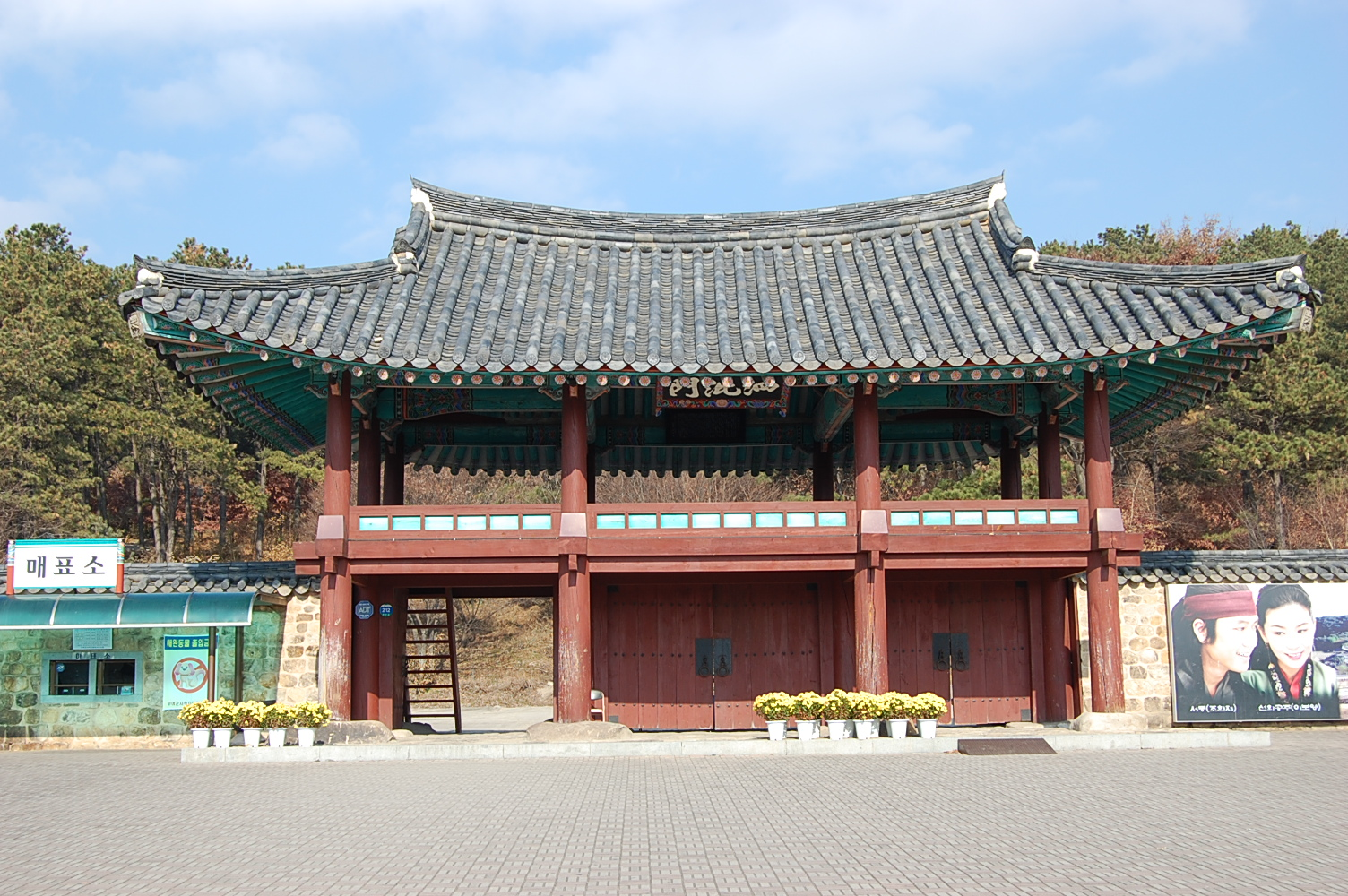
扶蘇山城の正門・泗沘門

538年から660年まで6人の国王の時代（123年間）にわたって百済王国の都であった泗沘の地である。統一新羅、高麗時代には扶餘県となり、李氏朝鮮時代には林川郡の下に扶余県、鴻山県、石城県が設置された。
1895年に県は郡に変更、1914年3郡は扶余郡に統合（16面）され、1960年扶余面が邑に昇格した。
- 1914年4月1日 - 郡面併合により、扶余郡・林川郡・鴻山郡および石城郡の一部・魯城郡素沙面の区域をもって、改めて扶余郡が発足。扶余郡に以下の面が成立。[4]（16面）
  - 県内面・窺岩面・恩山面・草村面・忠化面・良花面・林川面・場岩面・世道面・外山面・内山面・九龍面・鴻山面・玉山面・南面・石城面

| 朝鮮総督府令第111号 |            |                                                                                |
| 旧行政区域 | 新行政区域 | 新行政区域                                                                     |
| 扶余郡県内面 | 県内面     | 관북리、구교리、구아리、군수리、동남리、쌍북리                                 |
| 扶余郡大方面 | 県内面     | 가탑리、능산리、염창리、왕포리、중정리                                         |
| 扶余郡蒙道面 | 県内面     | 가증리、용정리、상금리、석목리、송간리、송곡리、신정리、자왕리、저석리、정동리 |
| 扶余郡淺乙面규암리、월구리/건지리/나복리/학곡리/신대리 일부、내리 일부/반산리 일부、모동리/채야리/함양리 일부、걸산리/반산리 일부/신대리 일부、넙불리、검복리/돌리/내리 일부/(임천군 북박면) 석우리 일부、함양리 일부 | 窺岩面     | 규암리、나복리、내리、모리、반산리、부여두리、외리、함양리                     |
| 扶余郡松堂面노화리 일부/(홍산군 해안면) 지경리 일부、석우리、시목리/월학리/(가좌면) 수천리/외경리 일부、송동리/송서리/노화리 일부 | 窺岩面     | 노화리、석우리、수목리、합송리                                                 |
| 扶余郡道城面장천리/금사리、신구암리/신리 일부/진변리 일부、상중리/하중리/신중리、오곡리/수원리 일부/신리 일부/진변리 일부、수원리 일부/진변리 일부、신대리/수답리/합정리、상호암리/하호암리 | 窺岩面     | 금암리、신리、신성리、오수리、진변리、합정리、호암리                           |
| 扶余郡加佐面내중리/외중리/대가리/내경리 일부、숭각리/대대리 일부、상둔리/하둔리/내경리 일부/외경리 일부、양지리/지경리/내대리/(홍산군 해안면) 망동리 일부、내수양리/외수양리/대대리 일부 | 恩山面     | 가중리、각대리、경둔리、내지리、합수리                                         |
| 扶余郡公洞面중리/옥가곡리、저전리/삼거리 일부、공동리/봉대리/금공리 일부、용두리、벌리/자래리/장좌리/삼거리 일부、회곡리/(도성면) 구룡리 | 恩山面     | 가곡리、거전리、금공리、용두리、장벌리、회곡리                                 |
| 扶余郡方生面여가리/온탑리/조령리/내나마리/외나마리、중산리/동막리/칠목리/대양리 일부、신대리/대은리/은산리 일부、삼괴리/오리리/번포리/검산리 일부/대양리 일부、산직리/은산리 일부、후동리/황산리/계룡리/상홍리/하홍리/검산리 일부 | 恩山面     | 나령리、대양리、신대리、오번리、은산리、홍산리                                 |
| 扶余郡草村面탑동리/신송리 일부/세동리 일부/(몽도면) 신탑리/보각리 일부、상국리/하평리 일부/신송리 일부/하국리 일부/(노성군 소사면) 덕상리 일부、중리/화암리/(몽도면) 보각리 일부/(석성군 증산면) 건평리 일부、상련리/하련리/내련리 일부、상평리/중평리/답동리/응동리 일부、하평리 일부/초리 일부/(노성군 소사면) 봉곡리 일부、건평리/응양리/내련리 일부                 | 草村面     | 세탑리、송국리、신암리、연화리、응평리、초평리、추양리                         |
| 魯城郡素沙面신대리/산직리/봉곡리 일부/덕상리 일부/(석성군 증산면) 연화리 일부/(초촌면) 하국리 일부/초리 일부、상관리/하관리/장찬리/수량리/진호리 일부/연화리 일부/송정리 일부/(장구면) 오강리 일부、장월리/운교리/송정리 일부/대정리 일부/왕촌리 일부/진호리 일부/(장구면) 오강리 일부、신룡리/비안리/연화리 일부/진호리 일부/왕촌리 일부/(공주군 곡화천면) 신흥리 일부 | 草村面     | 산직리、소사리、송정리、진호리                                                 |
| 石城郡県内面봉두정리/창리 일부/포사리 일부/(우곤면) 포전리 일부、향교리/남산리 일부/(비당면) 하리 일부/옥산리 일부/(우곤면) 월외리 일부、탑동리/봉북리/(북면) 하정리/(비당면) 하리 일부 | 石城面     | 봉정리、석성리、県内里                                                         |
| 石城郡北面정각리/상화리/중정리/상정리 일부、월경리/노상리/노하리/염창리 일부 | 石城面     | 정각리、県北里                                                                 |
| 石城郡碑堂面중리/상리 일부/옥산리 일부/(증산면) 연화리 일부 | 石城面     | 碑堂里                                                                         |
| 石城郡甑山面건평리/연화리/증산리/종북리/(비당면) 상리 일부/(북면) 하화리/상정리 일부/(초촌면) 응동리 일부 | 石城面     | 甑山里                                                                         |
| 鴻山郡郡内面 | 鴻山面     | 교원리、남촌리、북촌리、정동리、좌홍리、토정리、홍량리                         |
| 鴻山郡大也面 | 鴻山面     | 무정리、상천리、조현리                                                         |
| 鴻山郡大也面 | 内山面     | 묘원리、운치리、율암리、천보리                                                 |
| 鴻山郡内山面 | 内山面     | 금치리、마전리、온해리、저동리、주암리、지티리                                 |
| 鴻山郡内山面 | 外山面     | 가덕리、갈산리、반교리                                                         |
| 鴻山郡外山面 | 外山面     | 만수리、문신리、복덕리、비암리、삼산리、수신리、장항리、전장리、지선리、화성리 |
| 鴻山郡下西面 | 玉山面     | 가덕리、내대리、대덕리、신안리、안서리                                         |
| 鴻山郡上西面 | 玉山面     | 봉산리、상기리、수암리、중양리、학산리、홍연리                                 |
| 鴻山郡南面 | 南面       | 금천리、내곡리、대선리、마정리、송암리、신홍리、회동리                         |
| 鴻山郡上東面 | 南面       | 삼용리、송학리                                                                 |
| 鴻山郡上東面 | 九龍面     | 동방리、용당리、죽교리                                                         |
| 鴻山郡海岸面 | 九龍面     | 구봉리、금사리、논치리、주정리、죽절리、태양리、현암리                         |
| 林川郡邑内面 | 林川面     | 구교리、군사리、두곡리、칠산리                                                 |
| 林川郡紙西面 | 林川面     | 가신리、만사리、발산리、비정리、옥곡리、탑산리                                 |
| 林川郡城白面 | 林川面     | 점리                                                                           |
| 林川郡城白面 | 場岩面     | 사산리、지토리                                                                 |
| 林川郡南内面 | 場岩面     | 북고리、상황리、장하리、정암리、하황리                                         |
| 林川郡北朴面 | 場岩面     | 석동리、원문리、점상리、합곡리                                                 |
| 林川郡北朴面 | 忠化面     | 만지리                                                                         |
| 林川郡八可面 | 忠化面     | 가화리, 복금리, 오덕리, 지석리, 천당리, 청남리, 팔충리, 현미리                 |
| 林川郡仁世面 | 世道面     | 가회리、귀덕리、장산리、청포리                                                 |
| 林川郡草新面 | 世道面     | 간대리、동사리、수고리、청송리                                                 |
| 林川郡성백면 | 世道面     | 반조원리、화수리                                                               |
| 林川郡大積面 | 良花面     | 내성리、암수리、오량리、원당리、입포리、족교리、초왕리                         |
| 林川郡洪上面 | 良花面     | 벽용리、상촌리、송정리、수원리、시음리                                         |
- 1917年10月1日 - 県内面が扶余面に改称。[5]（16面）
- 1960年1月1日 - 扶余面が扶余邑に昇格。[6]（1邑15面）
- 1973年7月1日（1邑15面）
  - 石城面の一部が扶余邑に編入。
  - 場岩面の一部が世道面に編入。

## 行政

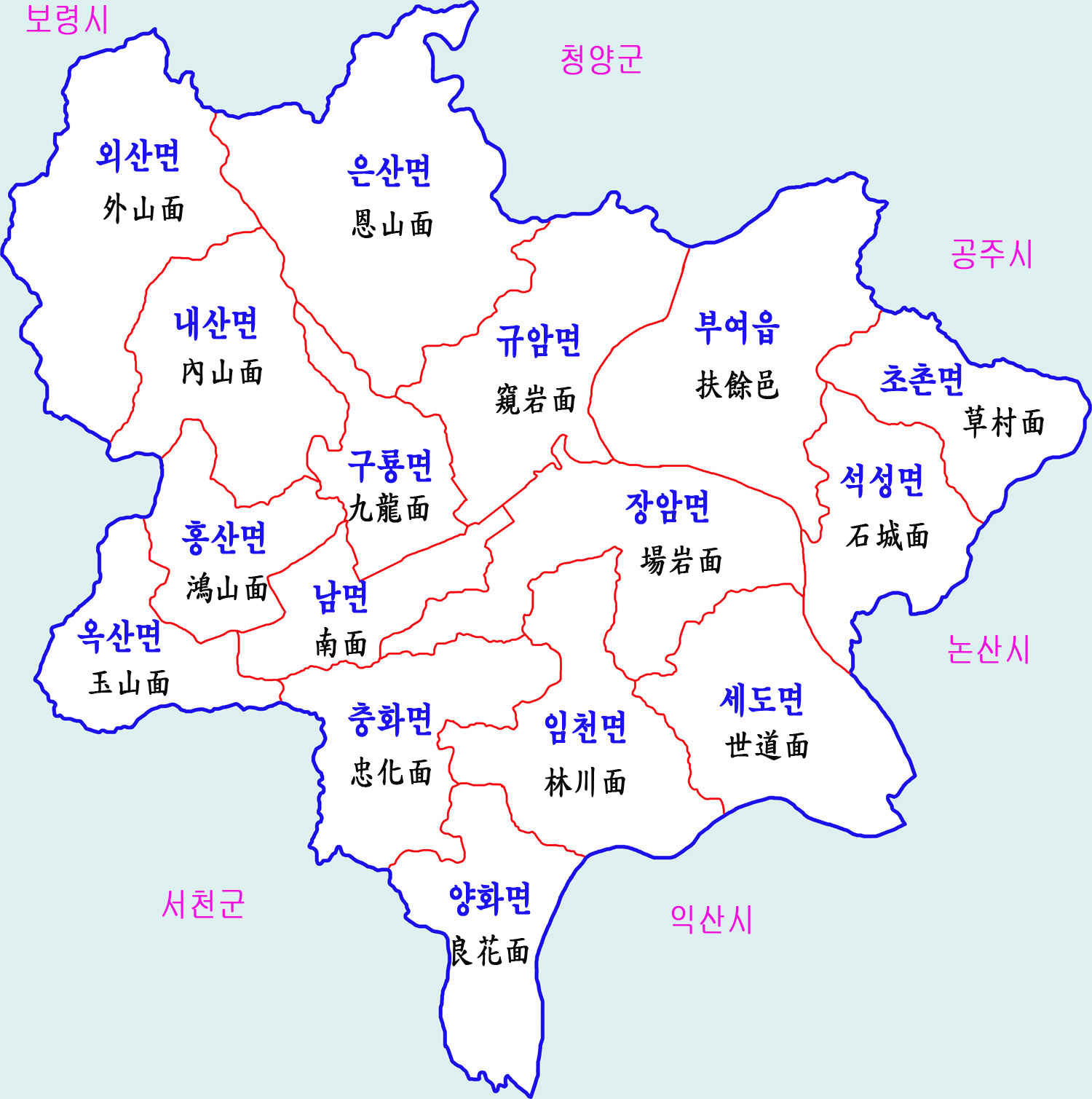
行政区域図

- 郡守：金茂煥

### 行政区域
| 邑・面 | 法定里 |
| ------ | --- |
| 扶余邑 | 佳増里、佳塔里、官北里、旧校里、旧衙里、軍守里、陵山里、東南里、上錦里、石木里、松間里、松谷里、新正里、双北里、塩倉里、旺浦里、龍井里、自旺里、楮石里、井洞里、中井里、県北里 |
| 窺岩面 | 窺岩里、金岩里、羅福里、内里、芦花里、茅里、盤山里、扶余頭里、石隅里、秀木里、新里、新城里、午水里、外里、津辺里、咸陽里、合松里、合井里、虎岩里                               |
| 恩山面 | 佳谷里、佳中里、角垈里、巨田里、敬屯里、琴公里、羅嶺里、内地里、大陽里、新垈里、五番里、龍頭里、恩山里、長閥里、合首里、洪山里、桧谷里                                         |
| 草村面 | 山直里、細塔里、素沙里、松菊里、松丁里、莘岩里、蓮花里、鷹坪里、真湖里、草坪里、楸陽里                                                                                         |
| 忠化面 | 可化里、晩智里、福金里、五徳里、支石里、天堂里、青南里、八忠里、玄眉里 |
| 良花面 | 内城里、碧龍里、上村里、松亭里、水原里、時音里、岩樹里、五良里、元堂里、笠浦里、足橋里、草旺里                                                                                 |
| 林川面 | 加神里、旧校里、郡司里、豆谷里、万社里、鉢山里、飛亭里、玉谷里、店里、七山里、塔山里                                                                                           |
| 場岩面 | 北皐里、上黄里、石東里、元門里、長蝦里、店上里、亭岩里、紙土里、下黄里、閤谷里                                                                                                 |
| 世道面 | 佳桧里、艮大里、帰徳里、東寺里、頒詔院里、沙山里、水古里、長山里、青松里、菁浦里、花樹里                                                                                       |
| 外山面 | 佳徳里、葛山里、万寿里、文臣里、盤橋里、福徳里、飛岩里、三山里、水新里、獐項里、前場里、芝仙里、花城里                                                                         |
| 内山面 | 金池里、麻田里、妙院里、温蟹里、雲峙里、栗岩里、苧洞里、珠岩里、芝峙里、天宝里                                                                                                 |
| 九龍面 | 九鳳里、金寺里、論峙里、東芳里、龍堂里、舟亭里、竹橋里、竹節里、太陽里、玄岩里                                                                                                 |
| 鴻山面 | 校院里、南村里、務亭里、北村里、上川里、井洞里、鳥峴里、坐鴻里、土亭里、鴻良里                                                                                                 |
| 玉山面 | 加徳里、上基里、新安里、秀岩里、鴻淵里、鶴山里、中陽里、安西里、鳳山里、内垈里、大徳里                                                                                         |
| 南面   | 新鴻里、桧洞里、三龍里、松岩里、大船里、内谷里、松鶴里、金川里、馬井里 |
| 石城面 | 鳳亭里、碑堂里、石城里、正覚里、甑山里、県内里 |

### 警察
- 扶余警察署

### 消防
- 扶余消防署（窺岩面にある）

## 観光
- 国立扶余博物館 - 1945年国立博物館扶余分館設置、1971年新館開館、1975年国立扶余博物館に昇格、1993年金城山に移転。
- 扶蘇山 - 海抜94メートル、百済時代の扶蘇山城があった。
- 王宮址 - 扶蘇山南側一帯とされる。
- 定林寺址 - 王都時代の中心的寺院。国宝の五層石塔が今も残る。中国南朝の梁は541年に仏典や画家などを百済に送ったとの記録があり、梁からの技術者が新しい都にふさわしい施設として造ったと考えられている。敷地内には定林寺址博物館が設置され、定林寺の歴史・建築様式・文物等の展示がある。
- 落花岩 - 百済滅亡時、宮女たちが投身したという伝説がある。
- 百済文化祭 - かつて百済の都であった扶余と公州が交代で毎年10月6日から9日まで開催する。
- 白馬江 - 錦江上流で白村江の戦いが行われたとされる川と推定されている場所の一つ。
- 百済文化団地：百済文化が体験出来るテーマパーク。2006年開業。

## 交通

### バス
- 扶余バスターミナル
  - 高速バスはない。市外バスはソウル南部市外バスターミナルから40分間隔で運行し、所要時間は2時間。大田から（論山経由）は15～40分間隔で所要時間1時間30分。

## 出身著名人
- 金鍾泌（政治家）
- 黄禹錫
- パク・シフ（俳優）

## 姉妹都市
- 河南省洛陽市（中華人民共和国）
- 奈良県高市郡明日香村(日本国)
- 福岡県太宰府市(日本国)